# Péry
Péry foi uma comuna da Suíça, localizada no Cantão de Berna, com 1.357 habitantes, de acordo com o censo de 2010 . Estendia-se por uma área de 15,71 km², de densidade populacional de 87 hab/km². Confinava com as seguintes comunas: La Heutte, Orvin, Vauffelin, Plagne, Romont, Sorvilier, Bévilard, Malleray e Reconvilier.
A língua oficial nesta comuna era o francês, uma vez que Corgémont está localizada na parte do cantão denominada Jura Bernense (Jura Bernois), que é a sua porção francófona.

## História
Em 1 de janeiro de 2015, passou a fazer parte da nova comuna de Péry-La Heutte.

## Idiomas
De acordo com o censo de 2000, a maioria da população falava francês (79,6%), sendo o alemão a segunda língua mais comum, com 15,4%, e, em terceiro lugar, o italiano, com 2,2%.